# Клель
Клель (фр. Clelles) — коммуна во Франции, находится в регионе Рона — Альпы. Департамент коммуны — Изер. Входит в состав кантона Матезин-Триев. Округ коммуны — Гренобль.
Код INSEE коммуны — 38113. Население коммуны на 2006 год составляло 475 человек. Населённый пункт находится на высоте от 520 до 1 560 метров над уровнем моря. Муниципалитет расположен на расстоянии около 520 км юго-восточнее Парижа, 125 км юго-восточнее Лиона, 45 км южнее Гренобля. Мэр коммуны — Marie-Claire Brizion, мандат действует на протяжении 2001—2008 гг.
Динамика населения (INSEE):